# 河南町 (宮城県)
河南町（かなんちょう）は、平成17年（2005年）まで宮城県桃生郡にあった町。現在は石巻市の一部。

## 地理
- 山：旭山・和淵山・曽波神山
- 河川：旧北上川・江合川・青木川

### 隣接していた自治体
- 石巻市
- 桃生郡桃生町、矢本町、河北町
- 遠田郡南郷町、涌谷町

## 歴史

### 沿革
- 昭和30年（1955年）3月21日 - 鹿又村・北村・須江村・広淵村・前谷地村が合併し、河南町が発足[2]。
- 昭和37年（1962年） - 河南町役場の位置を前谷地字黒沢前7番地に定める事が議決された[3]。
- 平成17年（2005年）4月1日 - 雄勝町・河北町・北上町・桃生町・牡鹿町と共に石巻市と合併し、新制の石巻市の一部となる。

### 河南の由来
「河南」は北上川を境界として南北を区別する仙台藩政期以来の広域呼称による。

### 5村合併について
1953年（昭和28年）に町村合併促進法が公布されるに伴い、当初より、鹿又村、前谷地村、北村、広渕村、須江村の5村が合併することで調整が進められていた。しかし、鹿又村が北上川をはさむ町村（大谷地村や二俣村など）との合併案を出したり、前谷地村が箆岳村と合併する案が出されたり、広渕村が旧深山村への復活を望んだりするなど簡単に5村での合併が決定したわけではなかった。ところが国の指導方針もあり、協議を長引かせるわけにもできないということもあり、五か村合併促進協議会委員は各村から村長を始めとして、七人ずつが選ばれて協議した結果、1955年3月21日に河南町として合併することが決定した。なお、新町名案は河南町以外に、深谷町、末広町、黄金町、旭山町、小金江町、北上町、末前町、瑞穂町、華南町、川南町などがあった。役場新庁舎は、投票の結果、佳景山付近というのが多数で、次いで前谷地、広渕の順であり、当分の仮庁舎を広渕と定めた。1962年には町役場の位置を前谷地字黒沢七番地とすることが議決され、2年後に鉄筋コンクリート、二階建て庁舎が完成した。

## 行政
歴代町長は以下の通りである。
| 代 | 氏名       | 就任                      | 退任                      | 備考         |
| -- | ---------- | ------------------------- | ------------------------- | ------------ |
| 1  | 池田文治郎 | 1955年（昭和30年）4月30日 | 1971年（昭和46年）4月29日 | 元前谷地村長 |
| 2  | 木村栄夫   | 1971年（昭和46年）4月30日 | 1971年（昭和46年）9月20日 |              |
| 3  | 今野亮雄   | 1971年（昭和46年）10月6日 | 1975年（昭和50年）10月5日 |              |
| 4  | 木村栄夫   | 1975年（昭和50年）10月6日 | 1983年（昭和58年）10月5日 | 再任         |
| 5  | 池田敬     | 1983年（昭和58年）10月6日 | 1995年（平成7年）10月5日  |              |
| 6  | 木村昇     | 1995年（平成7年）10月6日  | 1998年（平成10年）4月21日 |              |
| 7  | 橋浦清元   | 1998年（平成10年）4月26日 | 2005年（平成17年）3月31日 |              |

## 経済

### 産業
- 主な産業
「ひとめぼれ」等の米を中心とする農業。

## 地域
2004年8月31日当時の世帯数は5,069世帯であった。

### 教育

#### 小学校
- 河南町立前谷地小学校
- 河南町立和渕小学校
- 河南町立鹿又小学校
- 河南町立須江小学校
- 河南町立広渕小学校
- 河南町立北村小学校

#### 中学校
- 河南東中学校 - 文部科学省が推進する「学力向上フロンティア」指定校（フロンティアスクール）である。
- 河南西中学校

#### 高等学校
- 宮城県河南高等学校

## 交通

### 鉄道
- 東日本旅客鉄道（JR東日本）
  - 石巻線：前谷地駅 - 佳景山駅 - 鹿又駅 - 曽波神駅
  - 気仙沼線：前谷地駅 - 和渕駅

### 道路
- 一般国道
  - 国道45号
  - 国道108号
- 県道
  - 宮城県道21号河南米山線
  - 宮城県道29号河南築館線
  - 宮城県道43号矢本河南線
  - 宮城県道191号鹿又停車場広淵線
  - 宮城県道195号前谷地停車場線
  - 宮城県道231号鹿又停車場線
  - 宮城県道204号河南鳴瀬線
  - 宮城県道257号河南登米線
  - 宮城県道265号河南石巻港インター線

## 名所・旧跡・観光スポット・祭事・催事
- 宝ヶ峰縄文記念館
- 県立自然公園旭山
- 鹿島ばやし

## 出身有名人
- 天津敏 - 俳優
- 菅野壽 - 元参議院議員
- 涼風真世 - 女優